# J-Hope
Jung Ho-Seok (en hangul, 정호석; en hanja, 鄭號錫; Gwangju, 18 de febrero de 1994), más conocido por su nombre artístico J-Hope, es un rapero, compositor, cantante, bailarín, coreógrafo, modelo y productor surcoreano. En 2013 debutó como miembro del grupo BTS bajo la compañía Big Hit Music.
J-Hope lanzó su primer mixtape, Hope World, el 2 de marzo de 2018. El 27 de septiembre de 2019 publicó la canción «Chicken Noodle Soup», que contó con la participación de la cantante estadounidense Becky G. El tema ocupó el puesto 81 en la Billboard Hot 100, lo que lo convirtió en el primer integrante de BTS en entrar en la lista como solista.En 2022 hizo su debut oficial como solista con el álbum «Jack In The Box».

## Biografía y carrera artística

### 1994-2012: Primeros años
J-Hope nació el 18 de febrero de 1994 en Gwangju, Corea del Sur. Antes de su debut con BTS, era un bailarín underground, y se presentaba bajo el nombre de Smile Hoya, nombre con el que ganó varios premios en competencias y festivales de baile, además, perteneció a dos grupos de baile callejero, GO Arts y NEURON. Estudió en la prestigiosa Academia de Baile de Seungri, y en 2009 audicionó para JYP Entertainment, donde fue admitido y llegó a presentarse junto a NEURON, compañía que posteriormente abandonaría.
Mientras era aprendiz en Big Hit Entertainment, J-Hope apareció junto a Jungkook como bailarines en el vídeo musical de la canción «I'm da One», de Jo Kwon; este videoclip también tiene apariciones estelares de Jin y V. Poco tiempo después volvería a colaborar con Jo Kwon en la canción «Animal», estas dos canciones luego fueron recopiladas en el álbum debut de Jo Kwon, I'm da One, publicado el 25 de junio de 2012.
J-Hope, junto a Suga, Jungkook y Jimin, también colaboraron como bailarines en el sencillo de la Vocaloid coreana SeeU junto a GLAM, «Glamorous».

### 2013-presente: BTS
El 13 de junio de 2013, debutó con el grupo BTS como rapero con el sencillo «No More Dream» de su primer álbum debut, 2 Cool 4 Skool. Fue el tercer miembro en unirse al grupo como aprendiz, después de RM y Suga.
En septiembre de 2016 se publicó el tráiler del segundo álbum de estudio de BTS, Wings, en el que se incluyó la canción «Intro: Boy Meets Evil», que fue interpretada por J-Hope, y para la que además realizó la coreografía. Asimismo, participó en la composición de su solo «Mama», que es tema sobre su amor hacia su madre y que «en oposición a un balada típica, es una canción alegre y festiva».
El 25 de octubre de 2018, él y los demás integrantes de BTS recibieron la Orden al Mérito Cultural, específicamente la quinta clase (Hwagwan), otorgada por el Presidente de Corea del Sur. Similarmente, en julio de 2021 el presidente Moon Jae-in lo eligió —junto con los otros miembros del grupo— como Enviado Presidencial Especial para las Generaciones Futuras y la Cultura para «liderar la agenda global para las generaciones futuras, como el crecimiento sostenible» y «expandir los esfuerzos diplomáticos de Corea del Sur y su posición mundial» en la comunidad internacional.

### 2018-presente: Actividades en solitario
El 1 de marzo de 2018, J-Hope publicó su primer mixtape, Hope World, junto al vídeo musical de la canción principal del mismo, «Daydream». Posteriormente se lanzó un vídeo para la canción «Airplane».
El álbum debutó en el número 63 de la Billboard 200 y alcanzó el puesto 38, lo cual lo convirtió en el artista coreano en alcanzar la mayor posición en esta lista. Hope World también ocupó la posición 35 de la lista Canadian Albums y el número 19 de la US Top Rap Albums. Tres de las canciones del disco, «Daydream», «Hope World», «Hangsang», entraron en la lista World Digital Songs Chart, ubicándose en los números 3, 16 y 24 respectivamente. La siguiente semana ascendieron a los puestos 1, 6 y 11, con tres canciones adicionales del álbum, «Airplane», «Base Line» y «P.O.P (Piece of Peace) pt. 1», que alcanzaron las posiciones 5, 8 y 12. Dado que «Daydream» lideró la lista, J-Hope se convirtió en el único de 10 grupos coreanos, incluyendo a sus banda BTS, en alcanzar el primer puesto. El éxito de su debut como solista lo llevó a obtener el tercer lugar en la lista Emerging Artists y el 97 de la Artist 100 en la semana del 10 de marzo, y el número 91 en la siguiente. Es el quinto artista coreano, y el segundo solista coreano, después de PSY, en entrara en la Artist 100.
El mixtape también entró en las listas de 10 países a nivel mundial, en tanto que la canción «Daydream» se posicionó en 3. Además, el álbum se ubicó en el puesto 5 de la lista anual de Billboard World Albums.
El 14 de junio de 2022, Hybe anunció a J-Hope como el primer miembro de BTS en comenzar las promociones como solista. Su álbum debut en solitario Jack in the Box, lanzado el 15 de julio, fue precedido por el sencillo principal "More" el 1 de julio. J-Hope hizo su debut en Lollapalooza el 31 de julio, como acto principal del último día del festival. Es el primer artista surcoreano en encabezar un escenario principal en un importante festival de música de los Estados Unidos. En septiembre, J-Hope apareció en el sencillo "Rush Hour" de Crush. 
En febrero de 2023, Disney+ y Weverse lanzaron un documental titulado «J-Hope in the Box» que muestra el proceso de creación del álbum debut Jack in the Box y de su aparición en el festival Lollapalooza. A lo largo del documental,  J-Hope muestra su enfoque hacia la música, su esfuerzo por conectar con su audiencia y los desafíos que enfrentó al prepararse para su debut como artista en solitario. La producción incluye escenas de su vida diaria, así como de su trabajo en el estudio, destacando su dedicación y pasión por la música. El documental J-Hope in the box ha sido ampliamente elogiado por su enfoque sincero y auténtico sobre J-Hope. La honestidad con la que J-Hope se presenta en el documental ha sido uno de los aspectos más valorados tanto por los fanáticos como por la crítica. 
Ese mismo mes, fue anunciado como embajador de la marca Louis Vuitton.
El 3 de marzo de 2023, J-Hope lanzó un nuevo sencillo junto al rapero J. Cole. llamado «On the Street».
El 30 de junio, J-Hope, fue reconocido como "La Mejor Estrella" en los Premios Infantiles de Corea. Organizados por la Fundación Infantil "Green Umbrella", estos premios destacan a personas y organizaciones que contribuyen al bienestar y los derechos de los niños. J-Hope fue seleccionado por aproximadamente 30.000 niños y adolescentes, en reconocimiento a sus acciones filantrópicas y su apoyo a proyectos que benefician a los niños. Su dedicación y donaciones han dejado un impacto significativo en la comunidad infantil.

## Arte

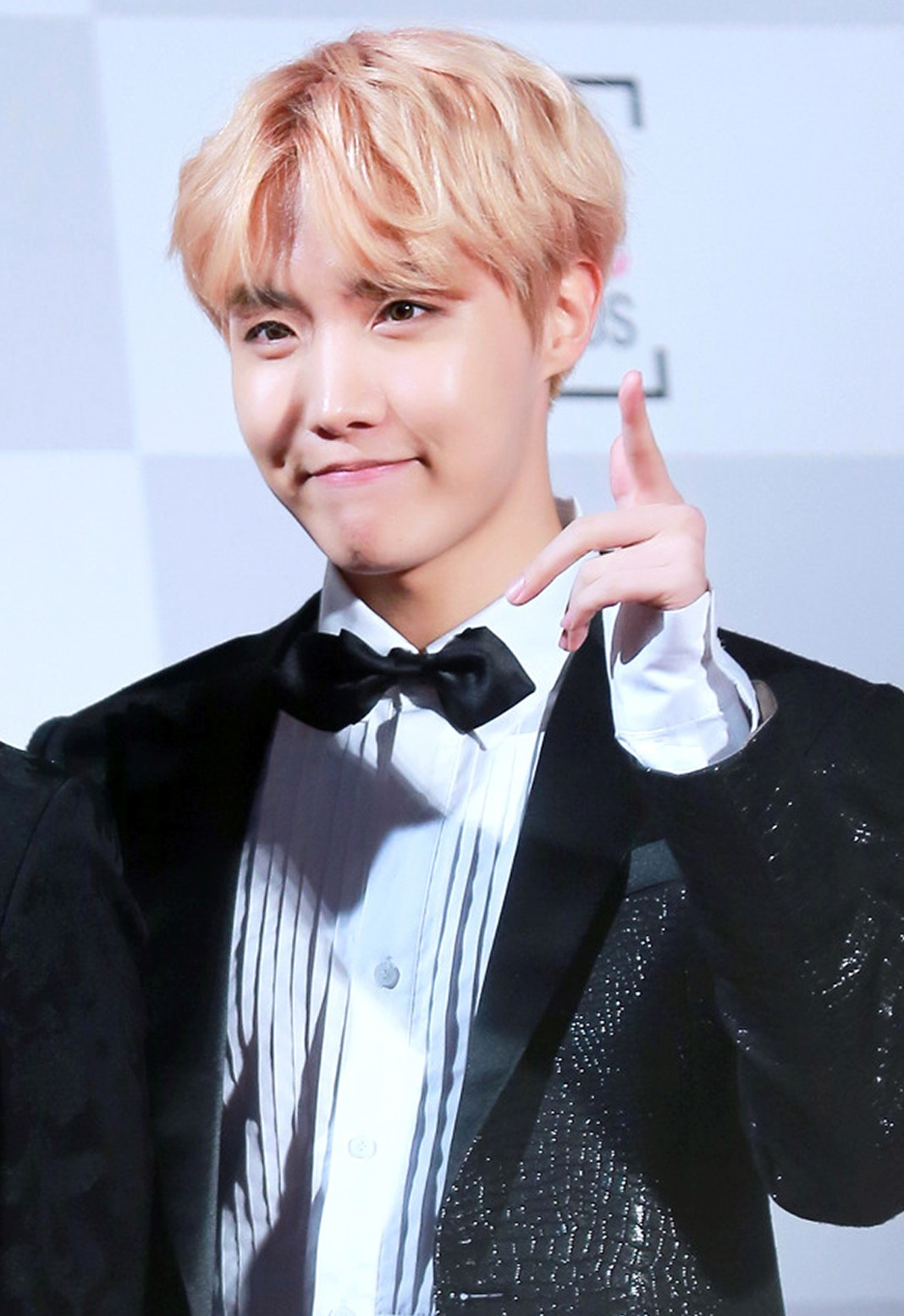
J-Hope en los Seoul Music Awards de 2017.

J-Hope ha sido descrito como un artista con un tono optimista y enérgico en su música y presentaciones. Su mixtape, Hope World, recibió elogios por su naturaleza divertida y variedad de géneros musicales, incluyendo synth-pop, trap, house, alternative hip hop, funk-soul, y elementos retro. Jeff Benjamin de Fuse escribió que el estilo atmosférico de «Blue Side», la canción final del mixtape, «deja con curiosidad al oyente sobre lo que hará J-Hope después». Respecto a los elementos líricos del mixtape, la canción principal «Daydream» fue bien recibida por la crítica por abordar la discusión de las dificultades que enfrenta un artista en su carrera, además de incluir varias referencias literarias, y una presentación entretenida para un tema serio.
J-Hope cita la naturaleza aventurera de Veinte mil leguas de viaje submarino de Julio Verne y los trabajos de Kyle, Aminé y Joey Badass como las principales influencias en su estilo y trabajo en Hope World. La idea de la paz también fue una de las bases para la mayoría de sus letras, indicando que «sería fantástico convertirme en una parte de la paz personal de alguien a través de mi música» en una entrevista con la revista Time. La idea de «representar a la generación moderna» también ha influenciado su trabajo en la música de BTS.

## Filantropía
El 18 de febrero de 2019, J-Hope donó 100 millones de won (aproximadamente USD $89 000) al Fondo Infantil de Corea, para apoyar a los alumnos que asistieran a su escuela secundaria en Gwangju. Anteriormente ya había donado 150 millones de won (cerca de USD $133 000) a la misma organización en diciembre de 2018, pero en ese momento pidió que el aporte fuera privado.

## Filmografía

### Vídeos musicales
| Año  | Canción                              | Intérprete(s)   | Rol      |
| ---- | ------------------------------------ | --------------- | -------- |
| 2012 | «I'm da One»                         | Jo Kwon         | Bailarín |
| 2018 | «Daydream»                           | J-Hope          | Él mismo |
| 2018 | «Airplane»                           | J-Hope          | Él mismo |
| 2019 | «Chicken Noodle Soup (feat. Becky G» | J-Hope, Becky G | Él mismo |
| 2022 | «More»                               | J-Hope          | Él mismo |
| 2022 | «Arson»                              | J-Hope          | Él mismo |
| 2023 | «on the street (with J. Cole) »      | J-Hope, J. Cole | Él mismo |

### Tráileres y cortometrajes
| Año  | Título                            | Director                 | Ref. |
| ---- | --------------------------------- | ------------------------ | ---- |
| 2016 | WINGS: Boy Meets Evil             | GDW                      |      |
| 2016 | WINGS Short Film #6 MAMA          | Yong-seok Choi (Lumpens) |      |
| 2019 | MAP OF THE SOUL : 7 'Outro : Ego' | YooJeong Ko              |      |

### Televisión
| Año  | Cadena | Programa         | Papel       | Notas                       | Ref.   |
| ---- | ------ | ---------------- | ----------- | --------------------------- | ------ |
| 2016 | SBS    | Inkigayo         | Presentador | Con V, Moonbyul y Wheein    | [ 30 ] |
| 2016 | MBC    | Show! Music Core | Presentador | Con Jungkook                |        |
| 2017 | Mnet   | M Countdown      | Presentador | Con RM y Jimin              | [ 31 ] |
| 2017 | Mnet   | M Countdown      | Presentador | Con Jimin y Jin             | [ 32 ] |
| 2019 | MBC    | Under Nineteen   | Él mismo    | Tutor de baile. Episodio 10 |        |

## Premios y nominaciones
| Premiación                | Año  | Categoría                                | Nominado/trabajo                       | Resultado | Ref.   |
| ------------------------- | ---- | ---------------------------------------- | -------------------------------------- | --------- | ------ |
| Circle Chart Music Awards | 2023 | Canción del año – julio                  | «More»                                 | Nominado  | [ 33 ] |
| Circle Chart Music Awards | 2023 | Canción del año – julio                  | «Arson»                                | Nominado  | [ 33 ] |
| Circle Chart Music Awards | 2023 | Canción del año – septiembre             | «Rush Hour» (con Crush)                | Nominado  | [ 33 ] |
| The Fact Music Awards     | 2023 | Mejor música (primavera)                 | «On the Street»                        | Pendiente | [ 34 ] |
| Golden Disc Awards        | 2023 | Apoyo de fanáticos tailandeses con Baoji | J-Hope                                 | Ganador   | [ 35 ] |
| Golden Disc Awards        | 2023 | Mejor álbum (Bonsang)                    | Jack in the Box                        | Nominado  | [ 36 ] |
| Golden Disc Awards        | 2023 | Premio al artista más popular            | J-Hope                                 | Nominado  | [ 37 ] |
| Grammy Awards             | 2023 | Álbum del año                            | Music of the Spheres (como compositor) | Nominado  | [ 38 ] |
| Korean Hip-hop Awards     | 2023 | Canción R&B del año                      | «Rush Hour» (con Crush)                | Ganador   | [ 39 ] |
| MAMA Awards               | 2022 | Premio a la cultura y estilo             | J-Hope                                 | Ganador   | [ 40 ] |
| MAMA Awards               | 2022 | Premio al artista masculino más popular  | J-Hope                                 | Ganador   | [ 40 ] |
| MAMA Awards               | 2022 | Artista del año                          | J-Hope                                 | Nominado  | [ 41 ] |
| MAMA Awards               | 2022 | Canción del año                          | «More»                                 | Nominado  | [ 41 ] |
| MAMA Awards               | 2022 | Canción del año                          | «Rush Hour» (con Crush)                | Nominado  | [ 41 ] |
| MAMA Awards               | 2022 | Mejor artista masculino                  | J-Hope                                 | Nominado  | [ 41 ] |
| MAMA Awards               | 2022 | Mejor colaboración                       | «Rush Hour» con Crush)                 | Nominado  | [ 41 ] |
| MAMA Awards               | 2022 | Mejor música Hip Hop & Urbana            | «More»                                 | Nominado  | [ 41 ] |
| Seoul Music Awards        | 2023 | Premio a la popularidad                  | J-Hope                                 | Nominado  | [ 42 ] |
| Seoul Music Awards        | 2023 | Premio Bonsang                           | Jack in the Box                        | Nominado  | [ 42 ] |
| Seoul Music Awards        | 2023 | Premio K-wave                            | J-Hope                                 | Nominado  | [ 42 ] |
| Seoul Music Awards        | 2023 | Elección de los fanáticos – abril        | J-Hope                                 | Pendiente | [ 43 ] |